# Archicebus
Archicebus is een geslacht van uitgestorven primaten uit de Tarsiiformes en het enige geslacht uit de familie Archicebidae. Dit dier leefde tijdens het Vroeg-Eoceen in Azië.

## Fossiele vondsten
Er is één bekende soort, A. achilles. Het fossiel van Archicebus, bestaande uit een bijna compleet en deels gearticuleerd skelet, is gevonden in de Yangxi-formatie in Hubei in de Volksrepubliek China. De vondst dateert uit het Vroeg-Eoceen.

## Kenmerken
Archicebus was een dagactieve boombewonende insectivoor. Het was een kleine primaat met het formaat van een hedendaagse muismaki. Archicebus had slanke poten en een lange staart. De romp was eenenzeventig millimeter lang, de kop vijfentwintig millimeter lang en zeventien millimeter breed, en de staart honderddertig millimeter lang. Het gewicht van Archicebus wordt geschat op twintig tot dertig gram, ongeveer zo zwaar als de kleinste hedendaagse primaat Microcebus berthae.

## Verwantschap
Archicebus is een basale vorm uit de Tarsiiformes, waartoe ook de spookdiertjes behoren. Gedacht wordt dat Archicebus in de classificatie van de primaten mogelijk dicht bij de gemeenschappelijke voorouder van de Tarsiiformes en de Anthropoidea, een groep die de apen en tevens de mens omvat, staat.